# Chinleit-(Y)
Chinleit-(Y) (IMA-Symbol Chi-Y) ist ein sehr selten vorkommendes Mineral aus der Mineralklasse der „Sulfate, Chromate, Molybdate und Wolframate“ mit der chemischen Zusammensetzung NaY(SO4)2·H2O und damit chemisch gesehen ein wasserhaltiges Natrium-Yttrium-Sulfat.
Chinleit-(Y) kristallisiert im trigonalen Kristallsystem und entwickelt hexagonal-prismatische Kristalle bis etwa 0,3 mm Größe, die typischerweise in büscheligen Mineral-Aggregaten zusammenstehen. Das Mineral ist farblos, durchsichtig und zeigt auf den Oberflächen einen glasähnlichen Glanz.

## Etymologie und Geschichte
Entdeckt wurde Chinleit-(Y) erstmals in dem aufgelassenen Uran-Bergwerk „Blue Lizard“  im Red Canyon im Süden des US-Bundesstaats Utah. Die Analyse und Erstbeschreibung erfolgte durch Anthony R. Kampf, Barbara P. Nas und Joe Marty. Sie benannten das Mineral nach der Chinle-Formation, in der das Bergwerk als Typlokalität liegt, und nach dem in der Verbindung dominanten Selten-Erd-Element Yttrium.
Kampf, Nas und Marty sandten ihre Untersuchungsergebnisse und den gewählten Namen 2016 zur Prüfung an die Commission on new Minerals, Nomenclature and Classification der International Mineralogical Association (interne Eingangs-Nr. der IMA: 2016-017), die den Chinleit-(Y) noch im gleichen Jahr anerkannte. Die Erstbeschreibung zum Chinleit-(Y) wurde ebenfalls im gleichen Jahr im Fachmagazin Mineralogical Magazine veröffentlicht.
Das Typmaterial des Minerals wird im Los Angeles County Museum of Natural History (LACMNH) in Los Angeles (Kalifornien, USA) unter den Katalognummern 65632, 65633 und 65634 aufbewahrt.

## Klassifikation
Da der Chinleit-(Y) erst 2016 als eigenständiges Mineral anerkannt wurde, ist er weder in der seit 1977 veralteten 8. Auflage noch in der zuletzt 2009 aktualisierten 9. Auflage der Mineralsystematik nach Strunz verzeichnet.
Auch die vorwiegend im englischen Sprachraum gebräuchliche Systematik der Minerale nach Dana kennt den Chinleit-(Y) bisher nicht.
Im zuletzt 2018 überarbeiteten und aktualisierten Lapis-Mineralienverzeichnis nach Stefan Weiß, das sich aus Rücksicht auf private Sammler und institutionelle Sammlungen allerdings noch an der alten Form der Systematik von Karl Hugo Strunz in der 8. Auflage orientiert, erhielt das Mineral die System- und Mineral-Nr. VI/C.16-025. In der „Lapis-Systematik“ entspricht dies der Klasse der „Sulfate, Chromate, Molybdate und Wolframate“ und dort der Abteilung „Wasserhaltige Sulfate, ohne fremde Anionen“, wo Chinleit-(Y) zusammen mit Ferrinatrit, Goldichit und Kröhnkit die unbenannte Gruppe VI/C.16 bildet.
Die von der Mineraldatenbank „Mindat.org“ weitergeführte Strunz-Klassifikation (hier: Strunz-mindat) ordnet den Chinleit-(Y) ebenfalls in die Abteilung der „Sulfate (Selenate usw.) ohne zusätzliche Anionen, mit H2O“ (engl.: Sulfates (selenates, etc.) without additional anions, with H2O). Diese ist weiter unterteilt nach der relativen Größe der beteiligten Kationen, so dass das Mineral entsprechend seiner Zusammensetzung in der Unterabteilung „Mit ausschließlich großen Kationen“ (engl.: With only large cations) zu finden ist, wo er zusammen mit Bassanit und Chinleit-(Nd) die unbenannte Gruppe 7.CD.45 bildet (vergleiche dazu auch Gruppe 7.CD.45 der Klassifikation nach Strunz).

## Chemismus
In der idealen (theoretischen) Zusammensetzung von Chinleit-(Y) mit der Formel NaY(SO4)2·H2O besteht das Mineral im Verhältnis aus je einem Natrium- (Na) und Yttrium-Kation (Y) sowie zwei Sulfat-Anionen (SO4) und einem Teil Kristallwasser (H2O). Dies entspricht einem Massenanteil (Gewichtsprozent) von 7,512 Gew.-% Na, 29,052 Gew.-% Y, 20,953 Gew.-% S, 41,824 Gew.-% O und 0,659 Gew.-% H oder in der Oxidform 9,62 Gew.-% Na2O, 35,06 Gew.-% Y2O3, 49,72 Gew.-% SO3 und 5,95 Gew.-% H2O.
Die natürliche Verbindung im Typmaterial des Minerals enthält allerdings neben den genannten Hauptelementen noch viele geringfügige Fremdbeimengungen an Metallen der Seltenen Erden, namentlich Cer, Promethium, Neodym, Samarium, Gadolinium, Dysprosium, Holmium, Erbium und Ytterbium, sowie ebenfalls geringe Beimengungen an Calcium.
Bei insgesamt 7 Mikrosonden-Analysen an 3 Kristallen wurden dabei Massenanteile (angegeben in der Oxidform) von 4,36 Gew.-% Na2O, 4,44 Gew.-% CaO, 28,17 Gew.-% Y2O3, 0,10 Gew.-% La2O3, 0,44 Gew.-% Ce2O3, 0,12 Gew.-% Pr2O3, 0,64 Gew.-% Nd2O3, 0,40 Gew.-% Sm2O3, 0,24 Gew.-% Eu2O3, 1,84 Gew.-% Gd2O3, 5,67 Gew.-% Dy2O3, 1,10 Gew.-% Ho2O3, 2,79 Gew.-% Er2O3, 0,73 Gew.-% Yb2O3, 44,41 Gew.-% SO3 und 3,50 Gew.-% H2O (basierend auf der Struktur mit 9 O-Atomen pro Formeleinheit).
Die empirische Formel, basierend auf zwei Schwefel- und neun Sauerstoffatomen pro Formeinheit, ergibt sich damit zu (Na0.507Ca0.285Y0.176)Σ0.968(Y0.724Dy0.110Er0.053Gd0.037Ho0.021Yb0.013Nd0.014Eu0.005Sm0.008Ce0.010Pr0.003La0.002)Σ1.000(SO4)2·H1.401O (der Wert von < 2H ergibt sich aufgrund des Ladungsausgleichs). Diese Formel wurde zur eingangs genannten Idealformel vereinfacht.

## Kristallstruktur

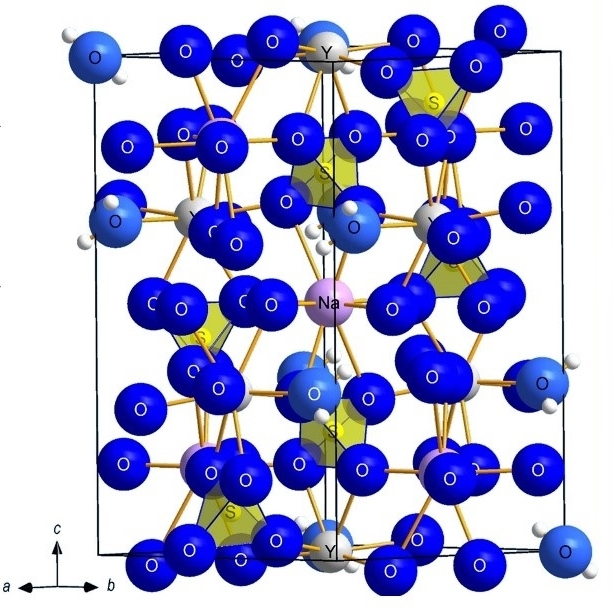
Elementarzelle von Chinleit-(Y)

Chinleit kristallisiert in der trigonalen Raumgruppe P3221 (Raumgruppen-Nr. 154) mit den Gitterparametern a = 6,8224 Å und c = 12,7065 Å sowie 3 Formeleinheiten pro Elementarzelle. Das Natriumatom sitzt auf der Wyckoff-Lage 3b und das Yttriumatom und das Sauerstoffatoms des Wassers auf 3a. Alle anderen Atome sitzen auf einer 6c-Lage. Das Natriumatom ist von 8 Oxid-Anionen aus 6 Sulfat-Anionen umgeben und das Yttrium von 9 Sauerstoffatomen (1 × Wasser und 6 × Sulfat).

## Eigenschaften
Chinleit-(Y) löst sich leicht in Wasser und spaltet oberhalb von 180 °C sein Kristallwasser ab, wobei NaY[SO4]2 entsteht. Die mit Europium dotierte Variante des synthetisch hergestelltem Chinleit-(Y) zeigt eine rote Lumineszenz, welche durch Wasserabspaltung um Faktor 20 erhöht werden kann.

## Bildung und Fundorte
An seiner Typlokalität, dem Uran-Bergwerk „Blue Lizard“ im Red Canyon (Utah), bildete sich Chinleit-(Y) sekundär durch Verdunstungsprozesse in relativ feuchter Umgebung und unter relativ oxidierenden, sauren Bedingungen auf der Oberfläche von porösen Gesteinen. Als Begleitminerale fanden sich Gips, Hexahydrit, Johannit, Metauranospinit und Natrojarosit.
Chinleit-(Y) konnte bisher außer in seiner Typlokalität nur noch in den nahe gelegenen, ebenfalls im Red Canyon befindlichen, Bergwerken „Green Lizard“ und „Markey“ entdeckt werden.

## Synthetische Herstellung

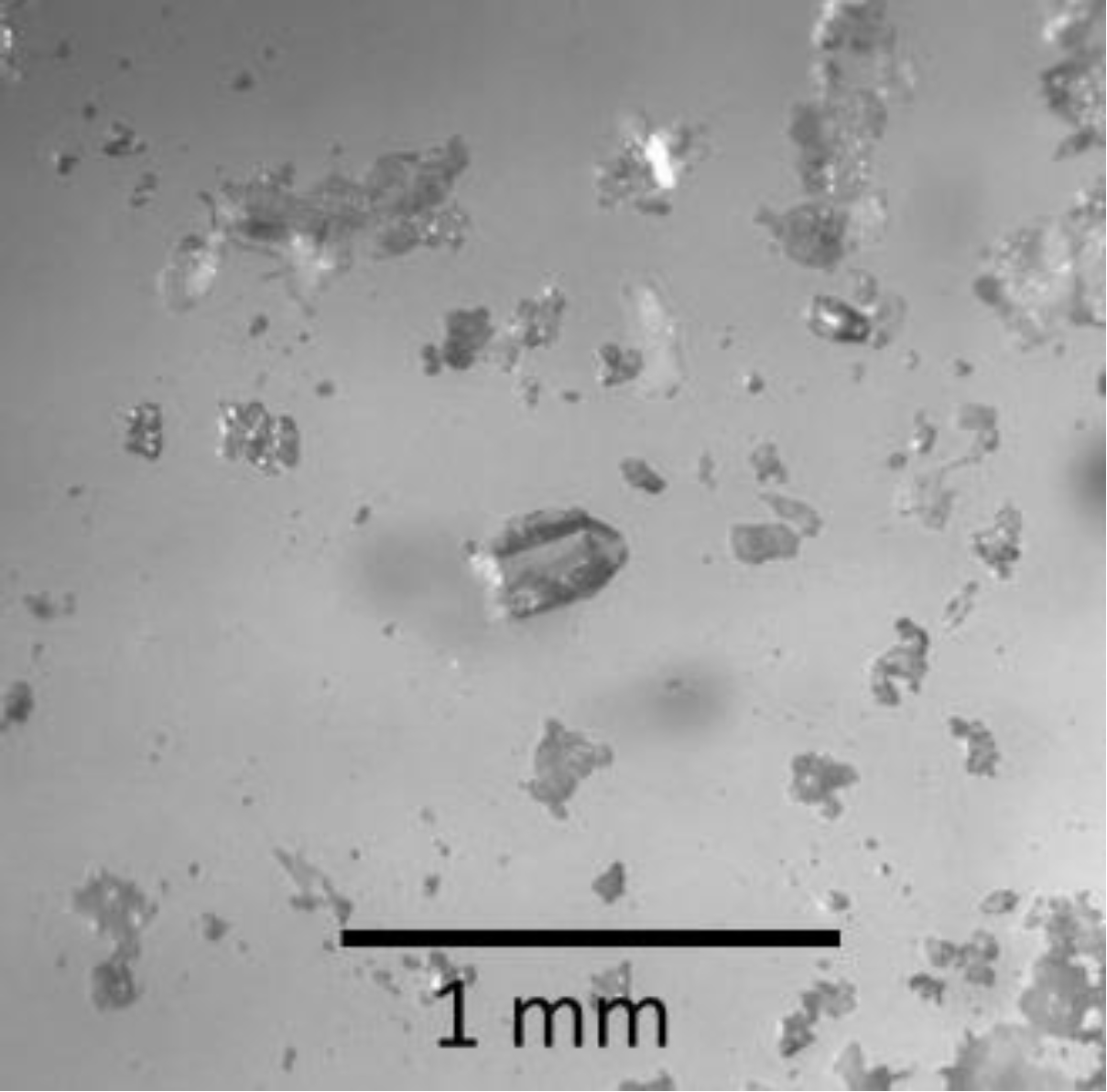
Einkristall von synthetisch hergestelltem Chinleit-(Y)

Farblose Einkristalle von Chinleit können auch synthetisch hydrothermal bei 190 °C im Autoklaven erhalten werden.
{\displaystyle \mathrm {Na_{2}[SO_{4}]+Y_{2}[SO_{4}]_{3}\cdot 8H_{2}O\longrightarrow 2\ NaY[SO_{4}]_{2}\cdot H_{2}O+7\ H_{2}O} }